# Samuel Hodgetts
Samuel Ernest Hodgetts (Birmingham, 28 d'octubre de 1877 – Birmingham, 1944) va ser un gimnasta artístic anglès que va competir a començament del segle xx.
El 1908 va prendre part en els Jocs Olímpics de Londres, on fou sisè en la prova del concurs complet individual del programa de gimnàstica.
El 1912 va prendre part en els Jocs Olímpics d'Estocolm, on va guanyar la medalla de bronze en el concurs complet per equips del programa de gimnàstica. En el concurs complet individual fou vint-i-cinquè.
Vuit anys més tard, un cop finalitzada la Primera Guerra Mundial, va prendre part en els Jocs d'Anvers, on fou cinquè en el concurs complet per equips del programa de gimnàstica.